# SOKO Leipzig/Staffel 18
Die achtzehnte Staffel der deutschen Krimiserie SOKO Leipzig umfasst 16 Episoden und feierte ihre Premiere am 13. Oktober 2017 im ZDF. Das Finale wurde am 16. Februar 2018 gesendet.
Die Episoden der Staffel wurden auf dem freitäglichen 21:15-Uhr-Sendeplatz sowie teilweise um 21:45 Uhr und 22:00 Uhr erstausgestrahlt.
Erneut wurden, wie auch schon in vorangegangenen Staffeln, mit Vaterliebe und Janika zwei Episoden in Spielfilmlänge (90 Minuten, anstatt der üblichen 45 Minuten Länge einer Episode) produziert.

## Darsteller
| Rollenname                                      | Schauspieler             | Episoden |
| ----------------------------------------------- | ------------------------ | -------- |
| Kriminalhauptkommissarin Ina Zimmermann         | Melanie Marschke         | 17       |
| Kriminaloberkommissar Jan Maybach               | Marco Girnth             | 14       |
| Kriminalkommissar Tom Kowalski                  | Steffen Schroeder        | 15       |
| Kriminalkommissarin Olivia Fareedi              | Nilam Farooq             | 11       |
| Kriminalhauptkommissar Hans-Joachim Trautzschke | Andreas Schmidt-Schaller | 6        |
| Laborant Lorenz Rettig                          | Daniel Steiner           | 11       |
| Rechtsmedizinerin Prof. Dr. Sabine Rossi        | Anna Stieblich           | 12       |
| Rechtsmedizinerin Dr. Mara Stein                | Judith Sehrbrock         | 2        |
| Kriminalhauptkommissarin Dagmar Schnee          | Petra Kleinert           | 4        |
| Oberstaatsanwalt Matthias Krauss                | Sebastian Fräsdorf       | 2        |
| Jackie Löber                                    | Sinje Irslinger          | 4        |
| Leni Maybach                                    | Caroline Scholze         | 2        |
| Benni Maybach                                   | Maximilian Klas          | 1        |
| Paul Zimmermann                                 | Peter Laser              | 2        |
| Dr. Kaminsky                                    | Jana Bauke               | 2        |

## Episoden
| Nr. (ges.) | Nr. (St.) | Originaltitel        | Erstausstrahlung D | Regie              | Drehbuch                                    | Zuschauer | Prod. code |
| --- | --------- | -------------------- | ------------------ | ------------------ | ------------------------------------------- | --------- | ---------- |
| 328 | 1         | Der letzte Fall      | 13. Okt. 2017      | Patrick Winczewski | Uwe Kossmann, Markus Hoffmann               | 5,08 Mio. | 350        |
| Im Leipziger Nachtleben treibt ein Serientäter, der bereits drei junge Frauen getötet hat, sein Unwesen. Als Jackie Löber, die Tochter von Tom Kowalski, in einem Szeneclub einen jungen Mann kennenlernt und mit ihm im Bett landet, wird sie plötzlich mit einem Messer bedroht. Zwar kann Tom Kowalski den Mann in letzter Sekunde überwältigen, doch der Fall nimmt eine überraschende Wendung, da ein zweiter Verdächtiger auftaucht. Gastdarsteller: Oliver Konietzny als Timo Klimaschevski, François Goeske als Jasper Griehm, Rosa Enskat als Renate Krohner, Rainer Koschorz als Anwalt, Michael Silbereisen als Arzt |           |                      |                    |                    |                                             |           |            |
| 329 | 2         | Dienstschluss        | 20. Okt. 2017      | Oren Schmuckler    | Jeanet Pfitzer, Frank Koopmann, Roland Heep | 3,87 Mio. | 354        |
| Als Eddy Koch an einem Wintermorgen als Nikolaus verkleidet mit seinem Fahrrad in eine Drahtfalle fährt, verblutet dieser. Unter Verdacht des Anschlags stehen Gegner einer Fahrradschnellstraße, deren Bau durch Eddy Kochs Firma unterstützt wird. Allerdings wird klar, dass nur Mitarbeiter aus Kochs Firma seinen Weg zur Arbeit kennen konnten. Hajo Trautzschke übergibt an seinem vorletzten Arbeitstag die Leitung an Ina, die sich von ihm beobachtet fühlt. Gastdarsteller: Hansjürgen Hürrig als Walter Koch, Roman Knižka als Michael Sträter, Matthias Brenner als Peter Gladow, Charlotte Bohning als Vanessa Sträter, Samia Chancrin als Franziska Stahl, Peter Sikorski als Ronaldo Finke, Nikolai Mohr als Eddy Koch |           |                      |                    |                    |                                             |           |            |
| 330 | 3         | Der einzige Ausweg   | 27. Okt. 2017      | Oren Schmuckler    | Julia Meimberg, Manuel Meimberg             | 4,61 Mio. | 355        |
| Die Mutter von zwei Kindern, davon eins im Rollstuhl, wird ermordet. In den Fokus der Ermittlungen rücken der benachbarte Jäger Olaf Schott und der überforderte Ex-Mann Frank Winkler. Durch die Behinderung des Sohnes Noah wurde die Familie schwer belastet. Hajo Trautzschke taucht währenddessen immer wieder im Büro auf, um Unterlagen abzuholen. Gastdarsteller: Marie Anne Fliegel als Angelika Winkler, Kai Scheve als Frank Winkler, Max Hegewald als Patrick Winkler, Axel Buchholz als Olaf Schott, Marvin W. Jones als Noah Winkler, Milena Tscharntke als Leonie Schott, Katharina Palm als Ulla Schott, Annedore Kleist als Kerstin Winkler |           |                      |                    |                    |                                             |           |            |
| 331 | 4         | Das genetische Limit | 3. Nov. 2017       | Oren Schmuckler    | Markus Hoffmann, Uwe Kossmann               | 4,62 Mio. | 357        |
| Tarik Nazemi, der Freund von Kommissarin Olivia Fareedi, wird Zeuge des Mordes an Fitnessstudio-Betreiber Sven Brehme. Die Ermittler finden heraus, dass Brehme illegal mit Steroiden gehandelt hat und nicht das erste Opfer unter den Bodybuildern gewesen ist. Deshalb beginnt Olivia Fareedi im Alleingang, undercover im Fitnessstudio zu ermitteln. Ins Visier rücken Karina Seeberg, die Freundin des Sportlers, und Fitnesstrainer Ercan Duruz, den sie zu einer fingierten Drogenübergabe überreden kann. Gastdarsteller: Nina Gnädig als Karina Seeberg, Martin Baden als Jens Russek, Timur Işık als Ercan Duruz, Burak Yiğit als Tarik Nazemi, Markus Lerch als Karsten Zielow, Martin Walde als Sven Brehme |           |                      |                    |                    |                                             |           |            |
| 332 | 5         | Der kleine Zeuge     | 17. Nov. 2017      | Oren Schmuckler    | Ulf Tschauder                               | 4,41 Mio. | 356        |
| Der achtjährige Johnny Michel beobachtet den Mörder von Pluto Reiser, dem Veranstalter des Kulturprojekts „Milchstraße“, kann ihn jedoch nicht genau beschreiben. Die Ermittler haben den Verdacht, dass die organisierte Kriminalität dahinter steckt, da der Geschäftsmann Bernd Stokowski das Geländer der „Milchstraße“ mehrfach für sich beanspruchen wollte. Vielleicht schweigt Johnny Michel aus familiären Gründen, weil sein Vater Falk Michel auch unter Verdacht steht. Gastdarsteller: Gitta Schweighöfer als Thea Reiser, Marek Harloff als Falk Michel, Claudia Mehnert als Anita Leibfried, Ecki Hoffmann als Bernd Stokowski, Paul Simon als Dario Crespo, Claudio Schulte als Johnny Michel, Jean-Claude Knobbe als Markus „Pluto“ Reiser                                                                                             |           |                      |                    |                    |                                             |           |            |
| 333 | 6         | Full House           | 24. Nov. 2017      | Sven Fehrensen     | Jeanet Pfitzer, Frank Koopmann, Roland Heep | 4,59 Mio. | 358        |
| Die Ermittler finden den 17-jährigen Yannick Freese, der noch bei seinen Eltern lebte und ein Doppelleben als Online-Pokerspieler führte, tot auf. Er beendete heimlich seine Lehre und gewann mit illegalem Glücksspiel viel Geld, wovon nur sein Spielpartner Bruno Lehmann wusste. Die Kommissare Jan Maybach und Tom Kowalski geben sich als Pokerspieler aus, um sich selbst ein Bild von der Szene zu machen. Gastdarsteller: Karina Plachetka als Sarah Freese, Steffen Münster als Olaf Freese, Max Rothbart als Ron Freese, Bernhard Conrad als Bruno Lehmann, Mira Elisa Goeres als Davina Lambert, Julian Weigend als Felix Urban, Samuel Hummel als Yannick Freese |           |                      |                    |                    |                                             |           |            |
| 334 | 7         | Spurlos verschwunden | 1. Dez. 2017       | Sven Fehrensen     | Axel Hildebrand                             | 4,21 Mio. | 359        |
| Nach einem tödlichen Raubüberfall wird der Täter schnell identifiziert. Jedoch verhält sich die Augenzeugin, Carola Müller, merkwürdig unkooperativ. Als sie dabei erwischt wird, wie sie aus Leipzig fliehen will, finden die Ermittler heraus, dass sie unter falschem Namen lebt. Über die Gründe schweigt sie allerdings, weshalb Kommissar Jan Maybach entgegen Ina Zimmermanns Anordnung auf eigene Faust ermittelt, was ihn nach Dresden führt. Gastdarsteller: Jeanette Hain als Carola Müller, Bernd Michael Lade als Bernhard Stelzer, Astrid Leberti als Verena Hoffmann, Jörg Simmat als Jörn Paulsen, Sebastian Fräsdorf als Oberstaatsanwalt Krauss |           |                      |                    |                    |                                             |           |            |
| 335 | 8         | Die Brücke           | 8. Dez. 2017       | Sven Fehrensen     | Jeanet Pfitzer, Frank Koopmann, Roland Heep | 4,18 Mio. | 360        |
| Auf seinem Nachhauseweg wird Kommissar Jan Maybach Zeuge, wie plötzlich ein Pflasterstein in die Windschutzscheibe eines Wagens, der vor ihm unter einer Brücke hindurchfährt, einschlägt und dieses Auto dann in eine Baustelle rast. Jochen Astmann, der Fahrer des Wagens, überlebt und das Baby wird umgehend ins Krankenhaus gebracht. Jedoch stirbt Hanna Astmann, die Ehefrau des Fahrers, noch am Unfallort. Die Ermittler müssen nun herausfinden, wer den Stein geworfen hat. Gastdarsteller: Gabriel Raab als Jochen Astmann, Rainer Strecker als Oscar Peters, Lotte Ohm als Maria Lemm, Arndt Schwering-Sohnrey als Henning Lösel, Helena Siegmund-Schultze als Vivien Chobat, Emil von Schönfels als Franco Lemm, Leonard Kunz als Mischa Lemm, Anja Gräfenstein als Hanna Astmann                                                        |           |                      |                    |                    |                                             |           |            |
| 336 | 9         | Vaterliebe (90 min.) | 22. Dez. 2017      | Patrick Winczewski | Jan Braren                                  | 4,51 Mio. | 352/353    |
| Nachdem Liv Gebhardt von ihrem Freund geschlagen wurde, sucht sie bei Benni Maybach Hilfe, der sich intensiv um sie kümmert. Später wird ihre Leiche aus dem Schwanenteich geborgen. Die Ermittler finden heraus, dass das Opfer drogenabhängig war und womöglich eine Affäre mit dem Diplomaten Alihan Vazeh hatte. Dieser verweist jedoch auf seine politische Immunität, wodurch den Ermittlern die Hände gebunden sind. Als schließlich Benni Maybach entführt wird, überschlagen sich die Ereignisse. Gastdarsteller: Harald Schrott als Frank Gebhardt, Andrej Kaminsky als Alihan Vazeh, Matthias Freihof als Anwalt Harald Kordes, Matthias Lier als Tobi Müller, Karoline Teska als Esther Bischof, Natalia Witmer als Natascha Kordes, Alexandra Martini als Liv Gebhardt, Sebastian Fräsdorf als Oberstaatsanwalt Kraus                      |           |                      |                    |                    |                                             |           |            |
| 337 | 10        | Einsam               | 29. Dez. 2017      | Sven Fehrensen     | Julia Meimberg, Manuel Meimberg             | 4,52 Mio. | 361        |
| Bei dem Fall eines erschossenen Rentners deutet alles auf Raubmord hin. Erste Ermittlungen führen in einen Boxclub zu Moritz Kolp, der bei dem ehemaligen SOKO-Leiter Hajo Trautzschke ein Antigewalttraining absolviert. Die Ermittler bitten Trautzschke um Hilfe, dieser zögert jedoch zunächst, da sich der Junge ihm tatsächlich anvertraut, wovon die Polizei nichts erfahren soll. Somit steckt er in einem Dilemma, weil er zwar Moritz helfen will, allerdings nicht sein Vertrauen missbrauchen will. Gastdarsteller: Michael Mendl als Herbert Brand, Béla Gabor Lenz als Moritz Kolp, Winnie Böwe als Tanja Brand, Andreas Guenther als Sören Brand, Nika Weckler als Schnorrerin |           |                      |                    |                    |                                             |           |            |
| 338 | 11        | Janika (90 min.)     | 5. Jan. 2018       | Herwig Fischer     | Markus Hoffmann, Uwe Kossmann               | 5,37 Mio. | 362/363    |
| Hilmar Kant, ein pensionierter Hauptkommissar, wird erhängt in seiner Wohnung gefunden. Zwar deuten die Spuren auf Selbstmord, jedoch zweifelt Hajo Trautzschke daran. Gegen Ina Zimmermanns Verbot beginnt er, eigenmächtig am Mord seines ehemaligen Kollegen weiter zu ermitteln. Dabei stößt er auf die geheimnisvolle Janika, die kurz zuvor mit Kant im Kontakt stand. Er spannt Tom Kowalski in seine illegalen Recherchearbeiten ein und kommt beim Ermitteln in Lebensgefahr. Gastdarsteller: Tijan Marei als Janika Olkowski, Peter Heinrich Brix als Gerlach, Julian Schmieder als Dennis Atin, Heike Feist als Erika Bischoff, Jonas Fürstenau als Anwalt Löwitsch, Gwendolyn Göbel als Susa, Ellen Hellwig als Erna Schulz |           |                      |                    |                    |                                             |           |            |
| 339 | 12        | Der Sohn             | 19. Jan. 2018      | Herwig Fischer     | Julia Meimberg, Manuel Meimberg             | 4,86 Mio. | 364        |
| Der 38-jährige Marco Schneider, der noch bei seinen Eltern lebte, wird im Park tot aufgefunden. Das Familienverhältnis war wegen seiner pädophilen Neigungen zerstört, wovon seine Freundin, Emma Horn, bis zu seinem Tod nichts wusste. Kommissar Tom Kowalski muss währenddessen akzeptieren, dass seine Tochter Jackie andere Zukunftspläne hat als er. Gastdarsteller: Ramona Kunze-Libnow als Gisela Schneider, Christian Beermann als Marco Schneider, Tanja Schleiff als Daniela Schneider, Hans-Heinrich Hardt als Christoph Schneider, Karoline Bär als Emma Horn, Urs Fabian Winiger als Olli Horn |           |                      |                    |                    |                                             |           |            |
| 340 | 13        | Toy Boy              | 19. Jan. 2018      | Herwig Fischer     | Axel Hildebrand                             | 3,28 Mio. | 365        |
| Rosa Bertrano, eine Opern-Diva, wird in ihrem Hotelzimmer überfallen und ermordet. Ihr jüngerer Ehemann Valentin Bertano liegt gefesselt auf dem Boden. Die Ermittler gehen von einem Raubüberfall aus, der von Profis durchgeführt wurde. Als Scheidungsgerüchte ans Licht kommen, suchen die Ermittler eine Verbindung zwischen dem Ehemann und den Tätern. Kommissar Tom Kowalski muss mit seiner Tochter Jackie entscheiden, ob sie erfahren wollen, ob Jackie an derselben Erbkrankheit wie ihre Mutter leidet. Gastdarsteller: Vladimir Korneev als Valentin Bertrano, Lilly Forgách als Rosa Bertrano, Jascha Rust als Oskar Bender, Oliver Bröcker als Simon Volkmann, Karsten Antonio Mielke als Karl Peters, Katharina Alf als Zimmermädchen, Leonie Parusel als Empfangsdame                                                                 |           |                      |                    |                    |                                             |           |            |
| 341 | 14        | Aus Liebe            | 26. Jan. 2018      | Soleen Yusef       | Jan Braren                                  | 4,95 Mio. | 366        |
| Die depressive Lana Boyd soll ihre zweijährige Tochter Tine Boyd umgebracht haben und sich im Keller des Hauses erhängt haben, was ihr Ehemann Johann Boyd, Arzt am Klinikum, bezweifelt. Auch Prof. Rossi findet Unstimmigkeiten bei der Obduktion. Es kommen außerdem ein Erbstreit mit ihrer Schwester Zoe Huber und eine Affäre des Ehemanns zum Vorschein. Hauptkommissarin Ina Zimmermann lernt währenddessen privat beim Squash Thomas Knoll kennen, in den sie sich verliebt. Gastdarsteller: Maximilian von Pufendorf als Johann Boyd, Katrin Röver als Beatrice Höller, Peter Fieseler als Thomas Knoll, Caspar Kaeser als Moritz Huber, Gabriela Lindl als Lana Boyd, Monika Oschek als Zoe Huber |           |                      |                    |                    |                                             |           |            |
| 342 | 15        | Missing in Action    | 2. Feb. 2018       | Soleen Yusef       | Jeanet Pfitzer, Frank Koopmann, Roland Heep | 4,59 Mio. | 367        |
| Nachdem bei einem Banküberfall der Filialleiter erschossen und eine hohe Summe Bargeld gestohlen wird, begeben sich die Ermittler auf die Suche nach Hinweisen. Dabei laufen Dagmar Schnee und Olivia Fareedi den Tätern ungeahnt in die Arme, als sie mit ihrem Wagen steckenbleiben, und werden von diesen gefangen genommen. Als ihre Kollegen nichts mehr von ihnen hören, begeben sie sich mit Lorenz Rettigs Hilfe auf die Suche. Bei einem Fluchtversuch von Olivia Fareedi und Dagmar Schnee eskaliert die Situation. Gastdarsteller: Tino Mewes als Florian Schostak, Stephan Möller-Titel als Marcel Schostak, Heide Simon als Gudrun Schostak, Walfriede Schmitt als Carola Wilbers, Paul Maaß als Peter Wilbers |           |                      |                    |                    |                                             |           |            |
| 343 | 16        | Blinde Liebe         | 16. Feb. 2018      | Robert del Maestro | Julia Meimberg, Manuel Meimberg             | 5,69 Mio. | 368        |
| Als der Jogger Karsten Köllmann im Park angeschossen wird, fällt dieser ins Koma. Seine Frau Julia Köllmann, die seit einem Unfall blind ist, hat zwar ihr Leben gut im Griff, doch im Laufe der Ermittlungen wird deutlich, dass der Unfall das Leben aller verändert hat. Günther Obermann, der Vater von Julia Köllmann, findet keinen Zugang mehr zu ihr und Aurelie Moreau, das Au-pair-Mädchen, hatte möglicherweise eine Affäre mit Karsten Köllmann. Während die Ermittler den Täter suchen, der Karsten Köllmann umbringen wollte, sorgt sich Tom Kowalski um seine Tochter Jackie und plant eine Überraschung. Gastdarsteller: Picco von Groote als Julia Köllmann, Kaspar Eichel als Günther Obermann, Morgane Ferru als Aurelie Moreau, Stefan Puntigam als Holger Maninger, Jörg Malchow als Karsten Köllmann, Julia Sonntag als Passantin |           |                      |                    |                    |                                             |           |            |